# Папагајо
Папагајо је врста ветра који дува у Средњој Америци. Ово је врло хладан, северни ветар у Мексику и сличан је нортеу и нордеру у САД.